# Mischocyttarus foveatus
Mischocyttarus foveatus är en getingart som beskrevs av Richards 1940. Mischocyttarus foveatus ingår i släktet Mischocyttarus och familjen getingar. Inga underarter finns listade i Catalogue of Life.